# 楊熙智
楊熙智（Yeung, Hei Chi），現役香港消防處消防人員；退休職業足球員，曾經司職右中場，並且入選香港足球代表隊，出身於傑志，快譯通、晨曦、消防等香港甲組足球聯賽球隊，現時效力香港丙組足球聯賽球隊宏輝駒騰。

## 球員生涯
楊熙智十三歲便代表香港青年軍作賽，1993年效力傑志首次在甲組亮相，1995年轉會快譯通，並入選香港奧運隊，參加1996年奧運足球預賽。
2001年夏天，快譯通宣布解散後，楊熙智遂轉投晨曦。
2002年，27歲的楊熙智與隊友姚學文一起投考消防員，告別職業足球員生涯。
2002-03年度球季，協助消防獲得乙組聯賽亞軍，消防闊別29年後重返甲組作賽。惟由於球隊整體實力較弱，結果在甲組10隊名列包尾，只一屆便降回乙組。
2008-09年度球季，協助駿昇大中取得乙組聯賽亞軍，首次取得升上甲組資格。由於大中升班後恢復原名參賽，楊熙智遂與原有班底一同過檔駿昇花花。

## 個人榮譽
- 香港足球明星選舉最佳青年球員 一次(1993-94季度)

## 外部連結
- 香港足球總會球員註冊資料 （页面存档备份，存于）